# Ten Hamadi
Ten Hamadi este o comună din departamentul Aïoun El Atrouss, Regiunea Hodh El Gharbi, Mauritania, cu o populație de 2.264 locuitori.